# 六甲山アスレチックパークGREENIA
六甲山アスレチックパーク GREENIA（ろっこうさんアスレチックパークグリーニア）は兵庫県神戸市にあるアスレチックパーク。
阪急阪神ホールディングス傘下の阪神電機鉄道子会社の六甲山観光株式会社が運営している。兵庫県神戸市灘区六甲山町北六甲に立地している。

## 概要
2021年春に日本最大級（甲子園球場約6個分）のアスレチック施設として、兵庫県の神戸市六甲山でオープン。
本施設は、六甲山カンツリーハウス、六甲山フィールド・アスレチック、フォレストアドベンチャー・神戸六甲山が統合されて誕生した。合計174のアスレチックがあり、人気Youtuber「フィッシャーズ」が監修した水上アスレチックやバラエティ豊かな陸上アスレチックなどが楽しめる。

## 主な施設

### アスレチック
- バラエティアスレチック
- 水上アスレチック
- マッスルアスレチック
- フィールドアスレチック

wonder yamambo（ワンダー ヤマンボー）は40アスレチックで構成されている。このエリアは2022年3月にリニューアルした。
- アクティビティスポーツ
- フォレストアドベンチャー
- ロングジップスライド
- バーベキュー場

### フード・ショップ
- レストラン　アルペンローゼ
- グリーニアオフィシャルショップ
- ショップ　グリーンリーフ

## ピックアップ情報

### イベント
- GREENIA×フィッシャーズ　アスレチックスタンプラリー2024
- ストライダーエンジョイカップ

## 交通アクセス

### 車
阪神高速32号新神戸トンネルを通り、阪神高速7号北神戸線「からと西」を降りて約20分。

## 電車・バス
阪急六甲駅・JR六甲道駅・阪神御影駅のいずれかから公共交通機関（神戸市バス、六甲ケーブル、六甲山上バス）3つを乗り継いでアスレチックパーク前で下車。そこから徒歩4分で到着。

## 周辺の地域
- 有馬温泉 ： 有馬温泉は、日本三古湯のひとつとされ、兵庫県神戸市北部に位置する。古くから歴史ある温泉地であり、泉質は硫黄泉で有名。
- 金の湯 ： 六甲山北麓の有馬温泉郷にある金の湯は、有馬温泉と同様に歴史ある温泉施設。源泉掛け流しの温泉を楽しむことができる。
- 銀の湯 ： 六甲山北麓の有馬温泉郷にある銀の湯は、神戸電鉄有馬温泉駅から徒歩10分の温泉施設。
- 太閤の湯 ： 神戸市北区有馬町（有馬温泉郷）にある太閤の湯は、大浴場や露天風呂がある温泉施設。
- 掬星台 ： 掬星台は、神戸市北区に位置する高台にある展望台。
- 神戸六甲鉄道六甲ケーブル線 ： 神戸六甲鉄道六甲ケーブル線は、六甲山を結ぶケーブルカーの路線。山頂や山麓を行き来する手段として利用される。
- 六甲有馬ロープウェー ： 六甲有馬ロープウェーは、六甲山と有馬温泉を結ぶロープウェーの路線。山と温泉を結ぶ交通手段として観光客に利用される。
- 兵衛向陽閣 ： 兵衛向陽閣は、六甲山上に位置する歴史的な建造物。